# ميدلت
ميدلت مدينة مغربية تنتمي إلى جهة درعة تافيلالت تقع بين ثنايا جبال الأطلس المتوسط بمحاذاة جبل العياشي  في المغرب وهي مدينة مشهورة بإنتاج التفاح، حيث يقام مهرجان للتفاح كل سنة. تشتهر أيضا بمجموعة من المعادن النفيسة، مثل فانادينيت. وهي تقع تقريبا بين مدينتي الراشدية ومكناس.

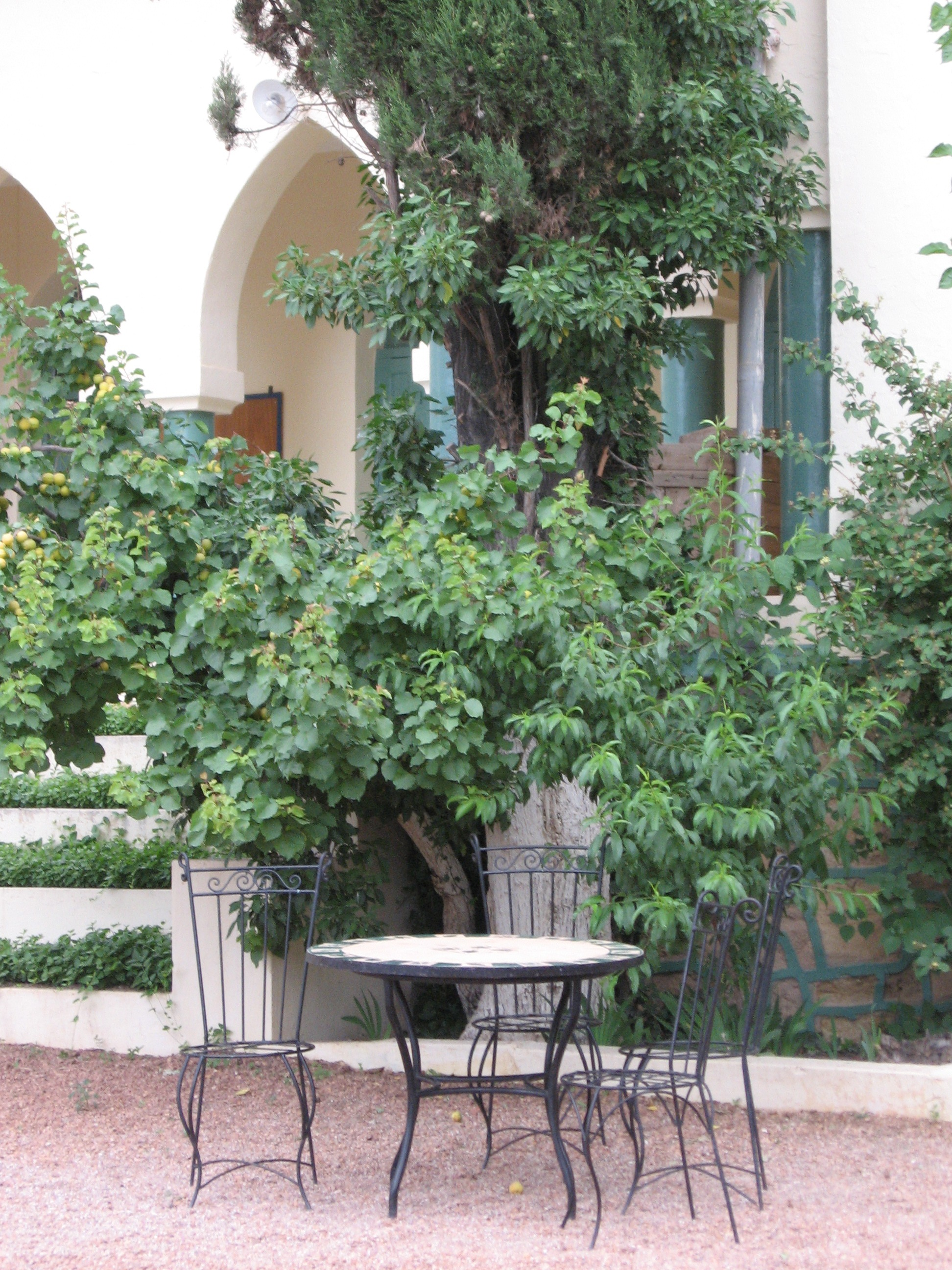
اقامة الحاكم الفرنسي

## الأنشطة الثقافية
مهرجان فن الشعر والغناء الأمازيغي: وهو ملتقى ثقافي ، تُنظمه وزارة الثقافة المغربية.
الملتقى الوطني للتفاح بميدلت: هو ملتقى وطني سنوي للتفاح ينظم بمدينة ميدلت بالمغرب خلال شهر أكتوبر من طرف جمعية الملتقى الوطني للتفاح بميدلت وتحت إشراف وزارة الفلاحة والصيد البحري والتنمية القروية والمياه والغابات، وبشراكة مع عمالة إقليم ميدلت

## أعلام
- خالد سكاح

## اقرأ أيضًا
- إقليم مكناس

## صور

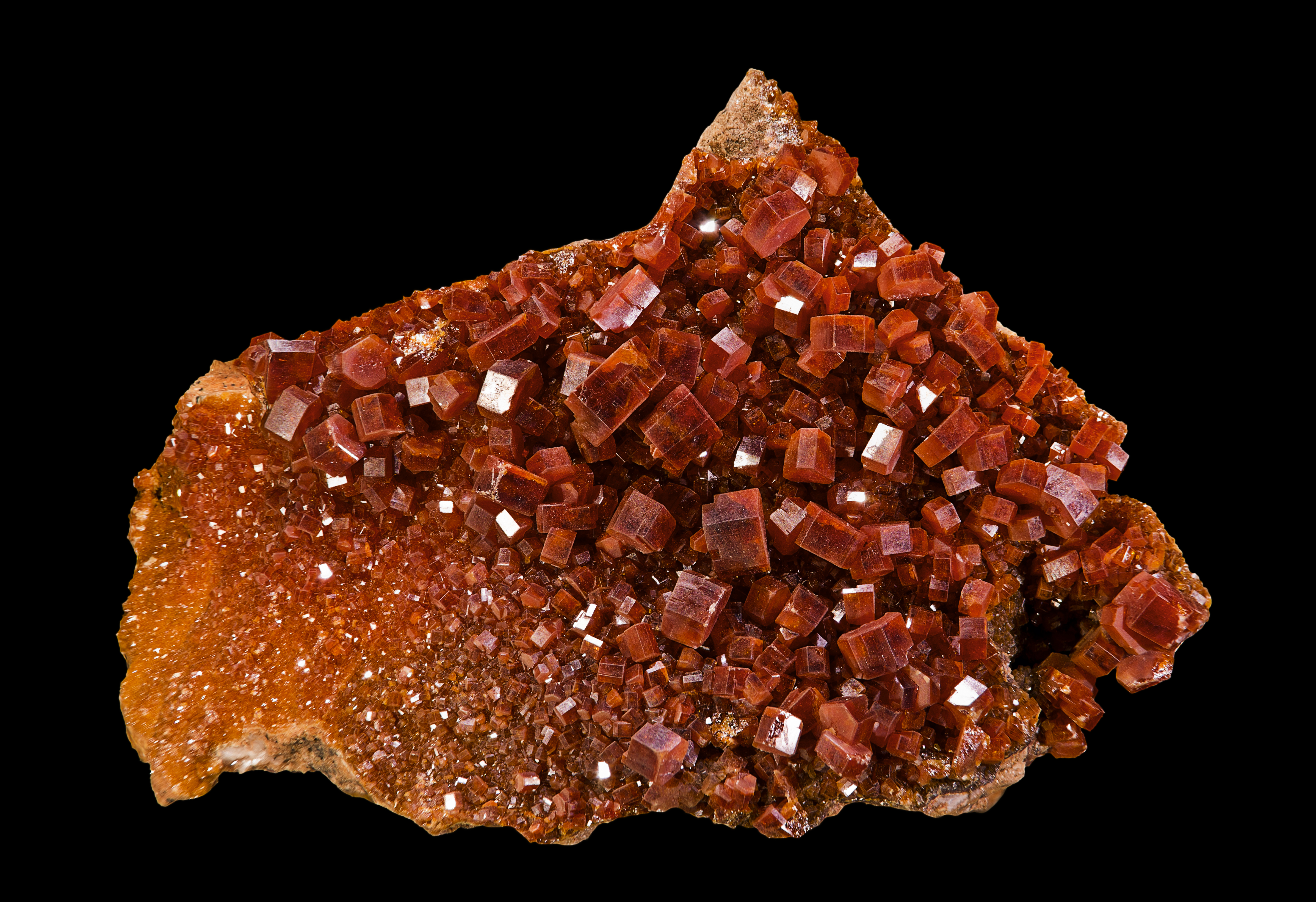
معدن فانادينيت مبلادن ميدلت.